# NuGet
NuGet — це вільна система керування пакунками, розроблена для Microsoft development platform (що раніше називалась NuPack).
З моменту запуску у 2010-му, NuGet перетворився на потужну систему інструментів та сервісів.
NuGet спочатку було презентовано як додаток для Visual Studio. У 2012 році NuGet був доданий до Visual Studio за замовчуванням. NuGet також інтегровано з SharpDevelop. NuGet можна використовувати як з командного рядка, так і автоматизовано, за допомогою скриптів.
Він підтримує багато мов програмування, таких як:
- Пакети для .NET;
- Нативні пакети, написані мовою C++,[5] з можливістю створення пакетів на CoApp [Архівовано 4 жовтня 2015 у Wayback Machine.] або OneGet [Архівовано 11 лютого 2016 у Wayback Machine.].